# 우기 (가수)
우기(본명: 쑹위치, 중국어 간체자: 宋雨琦, 병음: Sòng yǔqí, 한자음: 송우기, 1999년 9월 23일 ~ )는 중화인민공화국의 가수이다. K-pop 걸 그룹 아이들의 서브보컬이다.

## 학력
- 북경상지실험학교 (졸업)
- 북경101중등학교 (졸업)[3]
- 상위 5프로만 들어갈 수 있는 학교에서 전교 7등을 했다고 한다.

## 출연 작품

### 텔레비전 프로그램
| 연도 | 방송사             | 제목                        | 역할                | 방송 기간           | 비고          |
| ---- | ------------------ | --------------------------- | ------------------- | ------------------- | ------------- |
| 2018 | KBS                | 해피투게더3                 | 출연자              | 8월 16일            | 550회         |
| 2018 | JTBC               | 아는 형님                   | 출연자              | 8월 18일            | 141회         |
| 2018 | MBC                | 추석특집 2018 아육대        | 출연자              | 9월 25일            | 1부           |
| 2019 | KBS                | 대국민 토크쇼 안녕하세요    | 출연자 (민니)       | 3월 4일             | 403회         |
| 2019 | JTBC               | 아이돌룸                    | 출연자 (민니, 슈화) | 4월 16일            | 46회          |
| 2019 | 저장위성TV         | 달려라 시즌7                | 고정멤버            | 4월 26일 ~ 7월 12일 |               |
| 2019 | MBC                | 가시나들                    | 고정멤버            | 5월 19일 ~ 6월 9일  |               |
| 2019 | MBC                | 마이 리틀 텔레비전 V2       | 출연자              | 7월 12일            | 17회          |
| 2019 | SBS                | 정글의 법칙 in 메르귀       | 출연자              | 8월 24일 ~ 9월 21일 | 43기          |
| 2019 | 중화인민공화국 SBS | 런닝맨 중화인민공화국       | mc                  | 2019                |               |
| 2019 | KBS                | 불후의 명곡 전설을 노래하다 | 출연자 (멤버 전원)  | 10월 5일            | 423회         |
| 2019 | MBC every1         | 대한외국인                  | 외국인 출연자       | 12월 18일           | 62회          |
| 2020 | JTBC               | 아는 형님 - 취업상담실      | 출연자 (수진, 슈화) | 1월 4일 ~ 1월 18일  | 212회 ~ 214회 |
| 2020 | SBS                | 런닝맨                      | 게스트              | 7월 26일            | 513회         |
| 2020 | KBS                | 퀴즈 위의 아이돌            | 출연자 (수진,우기)  | 7월 27일            | 2회           |
| 2020 | MBC                | 미스터리 음악쇼 복면가왕    | 출연자              | 11월 1일            |               |
| 2020 | tvN                | 나는 살아있다               | 출연자              | 11월 5일            |               |

### 웹예능
| 연도 | 방송사 | 제목   | 역할   | 방송 기간 | 비고 |
| ---- | ------ | ------ | ------ | --------- | ---- |
| 2024 | 유튜브 | 집대성 | 게스트 | 7월 12일  | 14회 |

## 수상 목록

### 가요 프로그램 1위
| 연도            | 수상 내역 (총 1회)                                       |
| --------------- | -------------------------------------------------------- |
| 2024년 (총 1회) | - Freak (총 1회) - 5월 3일 KBS2 《뮤직뱅크》 K-Chart 1위 |

## 기타 시상식
- 2024년 코리아 그랜드 뮤직 어워즈 베스트 솔로 아티스트상
- 2025년 제39회 골든디스크 시상식 베스트 솔로 아티스트상

## 드라마
- 2023년 넷플릭스 금요드라마 《셀러브리티》 - 장웨이 역 (특별출연)